# Xã Cominto, Quận Drew, Arkansas
Xã Cominto (tiếng Anh: Cominto Township) là một xã thuộc quận Drew, tiểu bang Arkansas, Hoa Kỳ. Năm 2010, dân số của xã này là 422 người.